# Викторија (ТВ серија из 2007)
Викторија (шп. Victoria) колумбијско-америчка је теленовела, продукцијске куће Телемундо, снимана током 2007. и 2008.
У Србији је емитована током 2008. и 2009. на Фокс телевизији.

## Синопсис
У којим годинама жена почиње да живи живот пуним плућима?
То је питање којим се бави ова теленовела.
Викторија је емотивна и контроверзна прича о жени која има 50 година и која налази сродну душу у мушкарцу 16 година млађем од ње, прича о другој љубавној прилици. На прослави своје 25-годишњице брака, Викторија де Мендоса сазнаје да њен супруг Енрике Мендоса има љубавницу, Татјану Лопез, која је скоро 20 година млађа од ње.
У том тренутку, Викторијин свет се руши те се мора суочити са новом реалношћу гледајући свој уништен брак. У време када покушава преживети бол који јој је задала та издаја, у њен живот улази Херонимо Акоста, 16 година млађи мушкарац од ње, који успева да јој поврати осећај вољене жене и буди у њој страст и топлину за које је мислила да више никад неће проживети.

## Улоге
| Глумац:                | Улога:                            |
| ---------------------- | --------------------------------- |
| Викторија Руфо         | Викторија Сантиестебан де Мендоса |
| Маурисио Окман         | Херонимо Акоста                   |
| Артуро Пениче          | Енрике Мендоса                    |
| Андреа Лопез           | Татјана Лопез                     |
| Роберто Манрике        | Себастијан Виљануева              |
| Дијана Кихано          | Камила Матиз                      |
| Хавијер Делђудићи      | Херардо Карденас                  |
| Марија Елена Доехринг  | Елена де Карденас                 |
| Камило Трухиљо         | Артуро Карденас                   |
| Маргалида Кастро       | Мерседес "Меме" де Сантиестебан   |
| Хосе Хулијан Гавирија  | Мартин Акоста                     |
| Ђералдин Базан         | Паула Мендоса                     |
| Рикардо Абарка         | Сантијаго Мендоса                 |
| Лаура Перико           | Маријана Мендоса                  |
| Патрисија Грисалес     | Карлота                           |
| Адријана Ромеро        | Валерија                          |
| Андрес Фелипе Мартинез | Гиљермо                           |
| Лаура Лондоњо          | Елиса                             |
| Рикардо Гонзалез       | Енри                              |